# Agrypon fulvipilum
Agrypon fulvipilum är en stekelart som beskrevs av Wang 1984. Agrypon fulvipilum ingår i släktet Agrypon och familjen brokparasitsteklar. Inga underarter finns listade i Catalogue of Life.